# Стандарт (Нові Санжари)
«Стандарт» — український аматорський футбольний клуб із Нових Санжар. Заснований у 1971 році. Команда бере участь в Чемпіонаті України серед аматорів і Кубку України серед аматорів. Чемпіон Полтавської області 2022 року, срібний призер 2021 року, фіналіст кубку Полтавщини 2021 та 2022 років. Домашні матчі проводить на стадіоні «Нові Санжари».

## Колишні назви
- «Сільгосптехніка» (1971—бл. 1977)
- «Стандарт» (бл. 1977—2019)
- «Стандарт-Нафтогаз» (2020)
- «Стандарт» (з 2021)

## Історія
1971 року в Нових Санжарах на базі підприємства «Сільгосптехніка» створили однойменну команду. Назва «Стандарт» зявилася пізніше завдяки провідному футболістові Василю Радчичу.
Невдовзі команда брала участь в обласних змаганнях ДСТ «Колос» і посідала призові місця, а в 1979 році «Стандарт» став призером першості УРСР серед колективів об'єднання «Укрсільгосптехніка».
На рубежі 1970–1980-х років «Стандарт» був постійним учасником вищого дивізіону обласного чемпіонату. В 1980 році новосанжарці фінішували п'ятими, відставши від «бронзового» третього місця лише на два очки.
До 1996 року «Стандарт» грав у обласному чемпіонаті та брав участь у розіграшах Кубку Полтавської області, але згодом на деякий час припинив участь в обласних турнірах.
Хоча в сезоні 2019 року «Стандарт» через брак фінансування знялася зі змагань у Першій лізі Полтавщини, вже в 2020 році команда постала в значно оновленому та підсиленому складі: її кістяк склали футболісти полтавського «Нафтогазу» (у тому році команда виступала під назвою «Стандарт-Нафтогаз»). Разом із граючим тренером Дмитром Мільком до лав «Стандарту» перейшли й інші лідери того колективу — воротар дефлімпійської збірної країни Дмитро Українець, колишні ворскляни Владислав Гасенко, Олександр Матвєєв та Олексій Ротань. Також за новосанжарців заявили декілька футболістів із Дніпра. В тому сезоні «Стандарт-Нафтогаз» посів п'яте місце в обласному чемпіонаті.
У 2021 році новим наставником «Стандарту» став Олексій Ротань у тандемі з Олегом Калюжним. Під їхнім керівництвом клуб досяг перших успіхів, ставши срібним призером Чемпіонату й фіналістом Кубка Полтавської області.
У 2022 році «Стандарт» перевершив минулорічний успіх: знову став фіналістом обласного Кубка, поступившись у фіналі «Олімпії» з Савинців, а в Чемпіонаті області здобув перше чемпіонство, в останньому турі в очному протистоянні перемігши ту ж «Олімпію», що дозволило виперелити її в підсумковому заліку на 2 очки.

## Досягнення
Чемпіонат Полтавської області:
 Чемпіон: 2022
 Срібний призер: 2021
 Бронзовий призер: 2023
Кубок Полтавської області:
 Фіналіст (2): 2021, 2022

## Відомі гравці
- Олег Бараннік
- Сергій Вовкодав
- Кирило Дорошенко
- Роман Кунєв
- Олександр Матвєєв
- Олександр Обревко
- Владислав Піскун
- Олексій Ротань
- Руслан Ротань
- Куліш Станіслав